# Заговор фальшивых выборщиков Трампа
После того, как по результатам президентских выборов в США 2020 года действующий президент Дональд Трамп не был переизбран, он и его приближённые с участием представителей Республиканской партии разработали план, согласно которому в семи штатах были созданы и поданы поддельные (не санкционированные местными правительствами) сертификаты выборщиков. Целью этого плана было добиться подтверждения поддельных сертификатов вице-президентом Майком Пенсом, чтобы в результате объявить Трампа победителем выборов.
Законность этих действий отстаивалась юристами Трампа Кеннетом Чесбро и Джоном Истманом, их аргументы были изложены в документе «Меморандум Истмана». Они утверждали, что вице-президент имеет конституционное право выбрать «альтернативный» список выборщиков. Сам Пенс заявлял, что Конституция США не давала ему такого права. Согласно общепринятому прочтению Закона о подсчёте голосов 1887 года, для признания голоса выборщика недействительным требуется, чтобы возникли обоснованные  возражения о законности его избрания, после чего следует голосование Палаты представителей и Сената по этому вопросу.
С помощью приближённого юриста Трампа Руди Джулиани с конца декабря 2020 по начало января 2021 года заговорщики связались с сотнями республиканских законодателей в оспариваемых штатах, уговаривая их провести специальные сессии для замены выборщиков за Байдена на выборщиков за Трампа. В оправдание своих действий они, включая самого Трампа, заявлявшего, что он одержал победу во всех 50 штатах, ссылались на неподтверждённые случаи фальсификаций выборов, практически все судебные иски по которым были отвергнуты, в том числе судьями, назначенными Трампом, в виду отсутствия доказательств.

## Планирование

### Зарождение плана
7 ноября 2020 года было объявлено, что Джозеф Байден одержал победу на выборах, и он выступил с победной речью. Согласно свидетельствам приближённых Трампа, включая членов его команды и журналистов, после кратковременного принятия поражения Дональд, начавший называть выборы нечестными ещё задолго до этого, в начале года, заявил, что не собирается покидать свой пост.
Уже 4 ноября глава администрации Белого дома Марк Медоуз получил сообщение от назначенного Трампом Министра энергетики США Рика Перри, в котором тот рекомендовал Республиканским законодателям трёх штатов с ещё не объявленными результатами (Джорджии, Северной Каролины и Пенсильвании) «просто прислать своих выборщиков», чтобы затем этот вопрос был рассмотрен Верховным судом.
5 ноября консультант Трампа Роджер Стоун составил сообщение, согласно которому «любой законодательный орган», обладающий «значительными доказательствами фальсификаций» может сам отобрать выборщиков. В тот же день сын Трампа Дональд Младший написал Медоузу, что «у нас есть оперативный контроль» и «Трамп опять побеждает», потому что «Республиканцы контролируют 28 штатов, а Демократы — 22». 6 ноября конгрессмен Эндрю Биггс писал Медоузу о плане по назначению республиканцами «альтернативных» выборщиков.
В составлении плана также участвовали сенатор Майк Ли, жена верховного судьи Джинни Томас.

### Подготовка
18 ноября юрист Кеннет Чесбро прислал документ адвокату Джиму Трупису, представлявшему кампанию Трампа в Висконсине. Документ описывал общую стратегию составления поддельных списков выборщиков вместо официальных, а также их последующего поведения[прояснить], которое должно было копировать настоящих, включая сбор 14 декабря в столицах штатов для голосования бюллетенями и подписания сертификатов. Документ признавал противоречие таких действий Закону о подсчёте голосов, но называл его ограничения «неконституционными». 6 января, день сертификации выборщиков Конгрессом, признавался «строгим дедлайном» для изменения результатов выборов.
Комитет Палаты представителей по расследованию атаки 6 января пришёл к выводу, что уже на ранних этапах в заговоре были замешаны Джулиани, Медоуз и Трамп, который, по свидетельству юриста его кампании Джошуа Финдлея, 7 или 8 декабря поставил задачу изучить возможность таких действий. В финальном отчёте Комитета говорилось, что Трамп на этом момент «командовал» составляющими план, а 13-14 декабря уже «сотрудничал с Джулиани по его имплементации». При этом Джулиани и Медоуз знали, что обзор их плана Офисом Советника Белого Дома заключил, что он не имеет законной базы.

## Действия заговорщиков
14 декабря 2020 года, согласно закону, местные выборщики собрались с столицах штатов и задокументировали победу Байдена, получившего 306 электоральных голосов, против 232 голосов за Трампа. В тот же день, по наставлению членов кампании Трампа, «альтернативные» выборщики, всего 84 человека, собрались для подписания поддельных сертификатов и объявления Трампа победителем в семи штатах: Аризоне, Джорджии, Мичигане, Нью-Мексико, Висконсине, Неваде и Пенсильвании. Сертификаты в Пенсильвании и Нью-Мексико содержали оговорку, что они возымеют действие, только если оспаривания результатов выборов кампанией Трампа будут признаны судом легитимными, однако в пяти остальных не было никакого указания на то, что они «альтернативные». Впоследствии ни один из «альтернативных» списков не получил ни формального, ни условного одобрения со стороны местных законодателей и чиновников.
В тот же день советник Трампа Стивен Миллер заявил, что альтернативные выборщики нужны для замены ими сертифицированных на основе результатов выборов.
Меморандум Джона Истмана в своей второй редакции рассматривал четыре возможных сценария и их исходы. Согласно ему, Трамп мог победить лишь в двух случаях:
1. Вице-президент Пенс ознакамливается с бюллетенями, самостоятельно приходит к выводу, какие из них настоящие, и берёт на себя Конституционную ответственность, противоречащую Закону о подсчёте голосов. Этот вариант требует, чтобы либо:
  - Штаты одобрили альтернативные списки;
  - Пенс не засчитал ни один из двух списков, таким образом оставляя 7 штатов без голосов (Трамп получил бы 232, Байден — 222, при том, что для победы нужно 270);
  - Пенс решил, что из-за наличия разных списков и претензий к процедуре голосования ни один кандидат не получил 270 голосов, передал этот вопрос на рассмотрение Палаты представителей, и все республиканские представители «проявили единство», единогласно проголосовав за Трампа.
2. Пенс решает, что претензии к выборам должны быть решены до подсчёта бюллетеней, и, в нарушение Закона о подсчёте голосов, откладывает заседание Конгресса , после чего законодательные органы штатов, «поняв намёк» назначают внеочередное расследование претензий кампании Трампа к результатам.

Дональд Трамп, в рамках подготовки и осуществления плана, связался со многими местными чиновниками. 17 ноября, после подтверждения победы Байдена в округе Уэйн штата Мичиган, он позвонил двум республиканцам из избирательной комиссии, после чего на следующий день они отозвали свои голоса за принятие результатов. 5 декабря он позвонил губернатору Джорджии Брайану Кемпу, призывая его созвать специальную комиссию для отмены результатов выборов.
2 января 2021 года Трамп, Джулиани и Истман провели групповой звонок с 300 законодателями о предполагаемых доказательствах фальсификаций. Через три дня десятки из них направили Пенсу просьбу отложить сертификацию выборщиков на десять дней.

### Митинг 6 января
В день сертификации голосов в Вашингтоне собрался большой митинг сторонников Трампа. Начался он с выступления Дональда, в котором он, после комплиментов Джулиани и Истману, сказал:
И он [Истман] посмотрел на Майка Пенса, и я надеюсь, что Майк решит поступить правильно. Надеюсь, надеюсь.
Потому что если Майк Пенс поступает правильно, то мы выиграли выборы
...Штаты хотят проголосовать по-другому... Всё, что нужно сделать вице-президенту Пенсу — отослать [результаты голосования] обратно штатам для ресертифицирования, и мы снова будем президентом, и вы будете счастливы.
И я сказал Майку: «Ничего не делать не требует храбрости». Потому что иначе мы застряли с президентом, который крупно проиграл выборы.
Подразумевая, что выборы были украдены, он также призвал «сражаться изо всех сил, чтобы вернуть нашу страну, потому что иначе её не будет», хотя и назвал планирующееся шествие к Капитолию «мирным и патриотичным». В результате этого шествия, на котором самого Трампа не было, несмотря на его слова «Я буду там с вами», толпа прорвала полицейское оцепление и вломилась в здание Капитолия, где шло заседание обеих палат по сертификации голосов.
В течение месяца до этого на Пенса оказывалось давление с целью заставить его согласиться с доводами юристов Трампа и взять на себя ответственность за отмену голосов выборщиков. Во время митинга и штурма Капитолия, когда стало очевидно, что Пенс не будет нарушать закон и отменять голоса, толпа несколько раз скандировала: «Повесить Пенса!».
Беспорядками заседание Конгресса было прервано, а момент сертификации — отложен на несколько часов. После нового сбора заседания оставшиеся возражения против принятия выборщиков были отклонены большинством голосов, и утром следующего дня были подтверждены официальные результаты выборов — 306 голосов выборщиков за Джо Байдена и 232 за Дональда Трампа.

## Расследование и обвинения
Отчёт Комитета по расследованию событий 6 января был опубликован 22 декабря 2022 года и впервые назвал архитектором плана Чесбро, наряду с ранее известным Истманом. Чесбро признал свою вину в заговоре в рамках дела штата Джорджия против Дональда Трампа, и на декабрь 2023 года сотрудничал со следствием ещё минимум в четырёх штатах.
В начале 2021 года группа наблюдателей American Oversight получила из Национальных архивов копии поддельных сертификатов выборщиков и выложила их на своём сайте. Дальнейшее освещение история получила в январе 2022 с выходом статьи журналиста Politico Николаса Ву.
В том же месяце прокурор Мичигана Дана Нессел заявила о завершении расследования ззаговора в штате и о передаче дела Министерству юстиции. В январе 2023 она заявила, что снова открывает дело в виду неясности планов действий федерального правительства. 18 июля она предъявила обвинения в фальсификациях и заговоре 16 поддельным выборщикам.
Из двух штатов, документы в которых содержали оговорку о вступлении в силу, в Пенсильвании было заключено, что они не подпадают под определение поддельных, а в Нью-Мексико дело всё равно было передано федеральным прокурорам.
22 июня 2022 года Министерство юстиции направило повестки в суд членам заговора и поддельным выборщикам в Джорджии, Вирджинии, Аризоне, Нью-Мексико. ФБР проводило обыски у членов Республиканской партии, назвавших себя выборщиками, в Неваде. В июле прокурор округа Фултон в Джорджии оповестила 16 республиканцев, что они являются подозреваемыми в криминальном расследовании.
Во время публичных слушаний были даны свидетельства о личном вовлечении Трампа в планы найти «вероятных» выборщиков на случай, если какие-нибудь из начатых его командой судебных разбирательств приведут к изменению результатов выборов в одном из штатов, и об открытом признании Истмана, что его план нарушал Закон о подсчёте голосов.
1 августа 2023 года Трампу были предъявлены обвинения по четырём пунктам: «сговор с целью обмана Соединённых Штатов»; «сговор с целью вмешательства в официальные процедуры», «вмешательство и попытку вмешательства в официальные процедуры», «сговор против прав». Заговор поддельных выборщиков рассматривается, как часть сговора по отмене результатов выборов. 12 августа Трампу, Джулиани, Истману, Медоузу, Чесбро и другим были предъявлены обвинения в Джорджии, многие из которых касались поддельных выборщиков. 20 октября Чесбро признал вину в намерении подать поддельные документы, был приговорён в пяти годам условного срока, и согласился дать показания против других обвиняемых.
6 декабря большим жюри округа Кларк в Неваде шесть республиканцев были обвинены в подаче поддельных документов официальным лицам штата. На декабрь 2023 года против 24 поддельных выборщиков были выдвинуты обвинения в трёх штатах, во всех случаях Чесбро был свидетелем. В январе 2024 года Генеральный прокурор Нью-Мексико заявил, что поддельных выборщиков в штате не получится судить по местным законам. В апреле 11 поддельным выборщикам были предъявлены обвинения в Аризоне, и ещё семь имён обвиняемых были временно скрыты от общественности.

### Сравнение с гавайскими выборщиками 1960 года
В 1960 году в штате Гавайи на момент 19 декабря, когда должны быть заявлены голоса выборщиков, не было ясно, кто одержал победу на выборах — Ричард Никсон или Джон Кеннеди (вне зависимости от этого штата уже одержавший победу по стране). Были составлены списки и Демократических, и Республиканских выборщиков, и губернатор сертифицировал последних (за Никсона, так как он лидировал по голосам до пересчёта). При этом Демократы тоже составили собственные сертификаты. После пересчёта, победы Кеннеди и составления третьего, нового Демократического списка выборщиков, 6 января 1961 года вице-президент Никсон сертифицировал его, при этом заявив, что этот случай не должен стать прецедентом.
Сторонники Трампа часто ссылались на этот случай, однако они имеют несколько существенных различий:
- в 1960 году обе партии публично заявляли о составлении своих выборщиков в виду ещё не определившихся результатов, в то время как выборщики Трампа намеренно не заявляли о себе при сборе и не общались со СМИ;
- если в Гавайях пересчёт голосов ещё не закончился, то на момент сбора выборщиков Трампа в Джорджии голоса были посчитаны уже три раза;
- ранее ни одна из партий не пыталась намеренно найти случаи фальсификации с целью искусственно отложить сертификацию результатов выборов[68].

## Статьи
Lindén, Maria. Trump's Playbook of Electoral Manipulation : An Interplay of Manipulation Tactics in a Longstanding Democracy. AMERICAN STUDIES IN SCANDINAVIA. 2024 ; Vol. 56, No. 1. pp. 27-42.
Burrell, Barbara. Presidential Electors. International Journal of Arts, Humanities & Social Science. 2024.
Williams, Brendan. Did President Trump's 2020 Election Litigation Kill Rule 11? Boston University Public Interest Law Journal. 2021. 30(2).
Nguyen, A.D. "Whose Electors? Our Electors!”: Due Process as a Safeguard Against Legislative Direct Appointment of Presidential Electors after an Election. Boston College Law Review, 2022, 63(1), p. 407-451.